# 軍

NATOの軍を表す兵科記号。

軍（ぐん、英語: army）は、軍隊の部隊編制単位の一つ。戦略単位としての性格を持ち、主に陸軍部隊の編成をする際に用いられる。複数個軍団によって構成される。おおむね軍集団・方面軍の下、軍団・師団の上に位置するが、その規模や位置づけは国と時代によって多少の差異がある。野戦軍 (英語: field army)と呼ぶこともある。 
この部隊から上の指揮官は「長」ではなく、「司令官」と呼ばれる。

## 概要

### 大日本帝国陸軍
大日本帝国陸軍では、軍団という編制単位を用いなかったため、軍が師団の直属の上級部隊であった。1937年に勃発した日中戦争（支那事変）開戦以前の、平時の内地における高級部隊は師団のみであった。海外領土には朝鮮軍・台湾軍・関東軍・支那駐屯軍の4軍が置かれていたが、これらは外地駐留の警備部隊であり、駐留部隊を管轄する組織なため規模も小規模なものであった（このうち常設師団を持つものは朝鮮軍のみであり、しかも2個師団で1個軍を形成する比較的小さなものだった。さらに他のものは「軍」と名は付くものの、その規模兵力は師団と比べて有意に大きかったわけではない）。
有事の際には作戦の都度その作戦に応じた規模の軍が編成された。これらの軍は、数個師団および独立部隊等その他の直轄部隊によって編成されていた。日中戦争開戦以降、陸軍の拡充に伴って多数の軍が設置されたことから、これらの上級部隊として他国の軍集団に相当する方面軍が編成され、さらには総軍である支那派遣軍が新設されている（総軍自体は日露戦争当時に満州軍が編成されていたが、当時は方面軍が存在せず総軍が各軍を隷属していた）。
軍の長は司令官（軍司令官）と称し、陸軍大将が親補されていたが、軍が増えるようになると、親任官である大将を徒に増やす訳にもいかず、陸軍中将が親補されるようになった。軍隊符号はAで、1A（第1軍）、2A（第2軍）などと表記する。上記の通り師団が直属していたため、外国陸軍では軍団相当の単位として認識されている。なお、軍司令部そのものは人事、兵站の管理機能を持ち、他国の軍司令部とその機能に差異は無い。
1942年6月以降、陸軍航空部隊においても従来の飛行師団(FD)を統括する上級部隊として、地上軍の軍に相当する航空軍(FA)が編成されている。

### 陸上自衛隊
陸上自衛隊の方面隊については、複数の師団・旅団で編成され、日本陸軍なら軍、アメリカ陸軍なら野戦軍に相当するものとされており、訳語もarmyとなっている。また、方面総監部が人事、補給の管理機能を有する。

### アメリカ陸軍
アメリカ陸軍において、野戦軍（英: Field army; armyと略称）は、基本的には師団（英: division）の上級部隊であるが、必要に応じて軍団（英: corps）を隷下に入れることもある。軍は通常、陸軍の部隊としてはもっとも大規模なものであり、その上級部隊は戦域コマンドとなる。ただし、必要に応じて、軍集団が編成されることもあった。現在、部隊番号で呼ばれる軍司令部の多くは、各統合軍の陸軍司令部として改編されつつあり、例として韓国に駐留していた第8軍司令部は、太平洋陸軍（USARPAC）司令部と統合される計画である。イギリス陸軍も同様の編制法を採用している。

### ソ連陸軍
ソ連陸軍において、軍は複数の師団から編成されている。つまり、かつての日本陸軍における軍と同規模であり、現在の西側諸国においては軍より1ランク下の軍団サイズの部隊であることになる。ソ連陸軍の軍は複数集まって戦線（軍集団と同規模）を構成する。